# Gare de Crépy-en-Valois
Ne doit pas être confondu avec Gare de Crépy - Couvron.
La gare de Crépy-en-Valois est une gare ferroviaire française de la ligne de La Plaine à Hirson et Anor (frontière), située sur le territoire de la commune de Crépy-en-Valois, dans le département de l'Oise, en région Hauts-de-France.
C'est une gare de la Société nationale des chemins de fer français (SNCF), desservie par des trains TER Hauts-de-France et Transilien.

## Situation ferroviaire
Établie à 99 m d'altitude, la gare de Crépy-en-Valois est située au point kilométrique (PK) 60,719 de la ligne de La Plaine à Hirson et Anor (frontière), entre les gares d'Ormoy-Villers et de Vaumoise. C'est une ancienne gare de bifurcation, aboutissement de la ligne de Chantilly - Gouvieux à Crépy-en-Valois (fermée).
Elle est équipée de trois quais, dont deux centraux : le quai « 1 », pour la voie « 1 », d'une longueur utile de 368 m ; le quai central « 2/4 », pour les voies « 2 » et « 4 », qui dispose pour chacune d'une longueur utile de 368 m ; le quai central « 6/8 », pour les voies « 6 » et « 8 », qui dispose pour chacune d'une longueur utile de 368 m et 245 m.

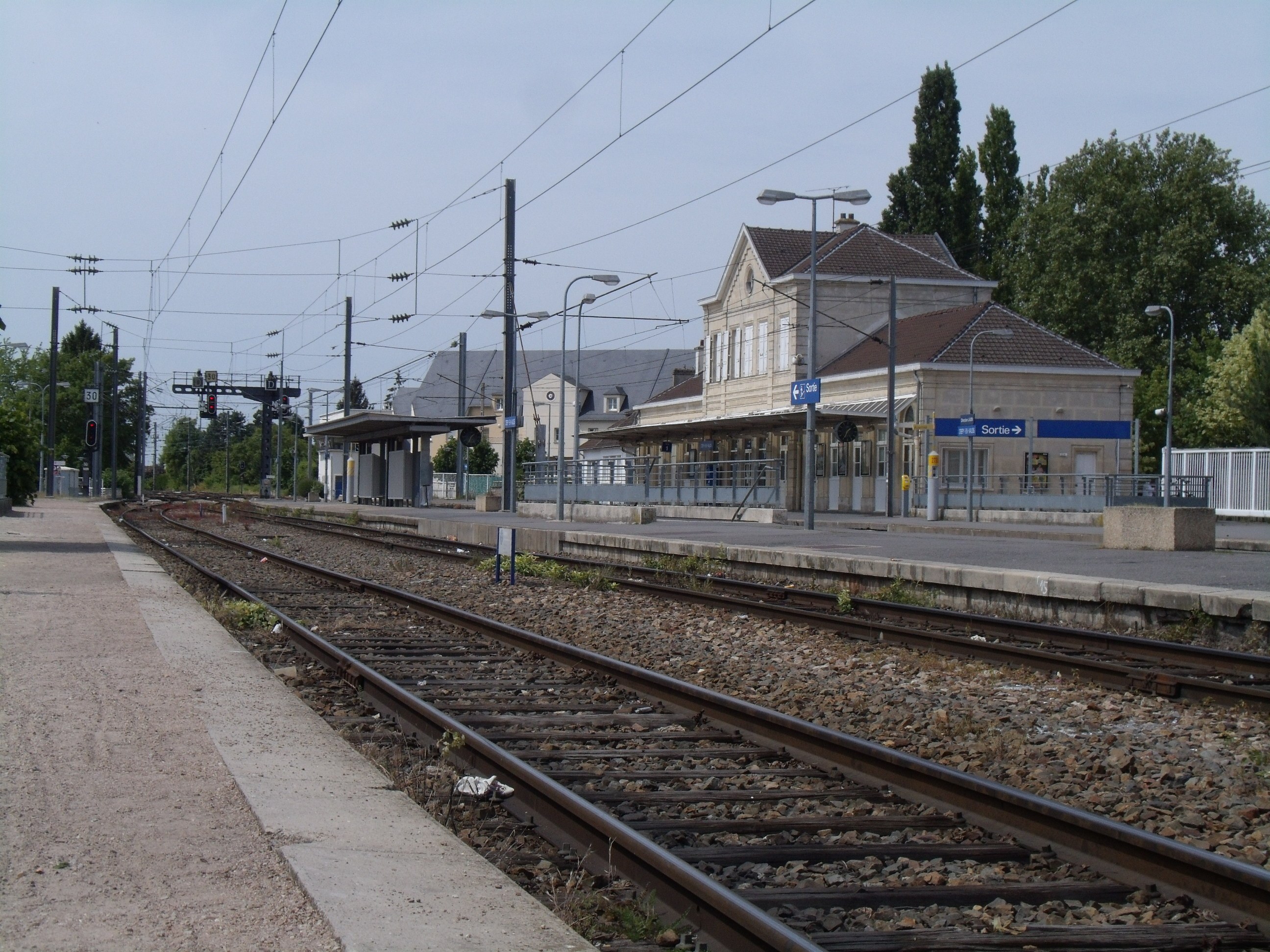
Les voies de la gare en direction de Paris.

## Histoire

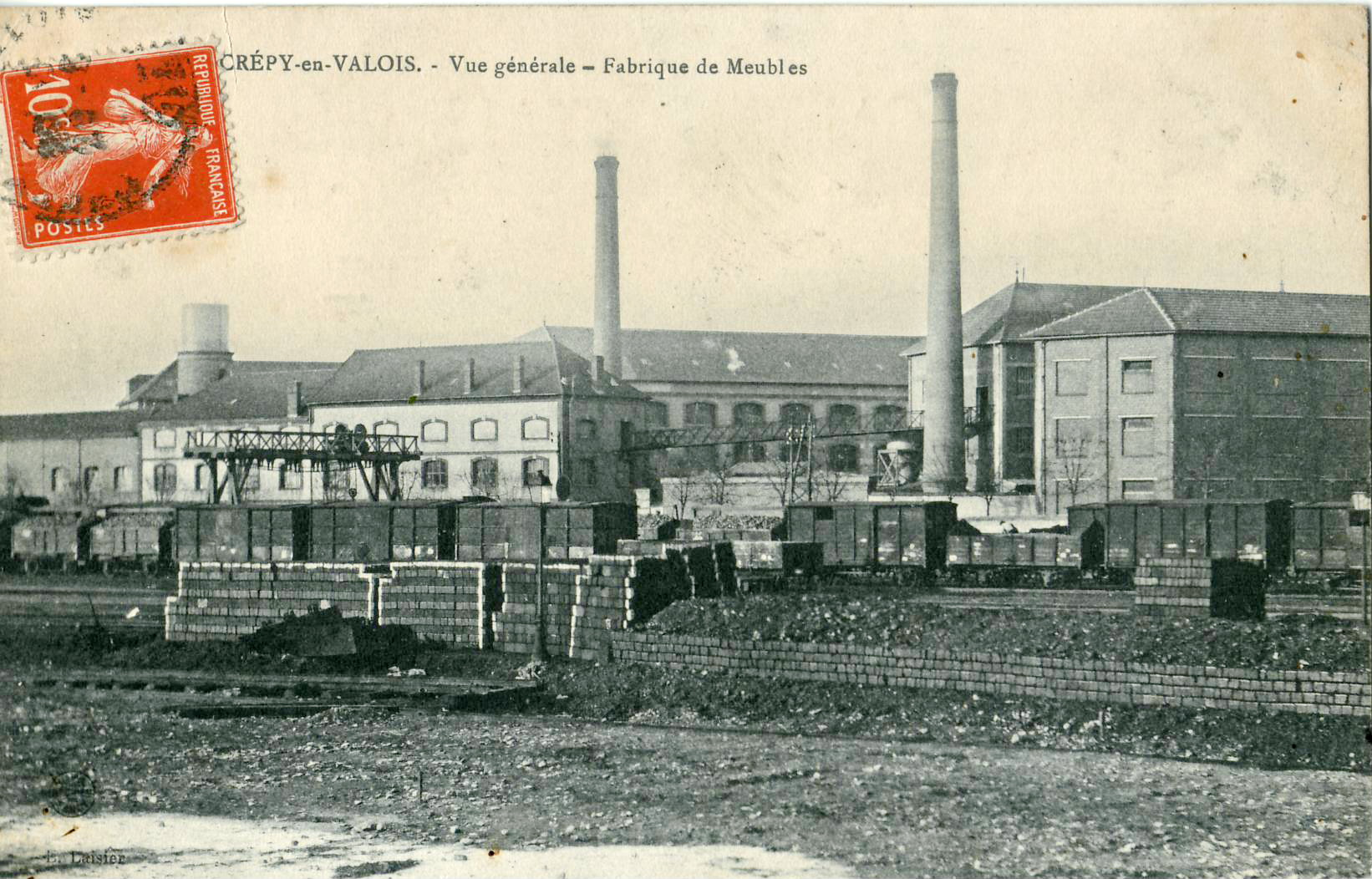
Les installations marchandises de la gare, vers 1906.

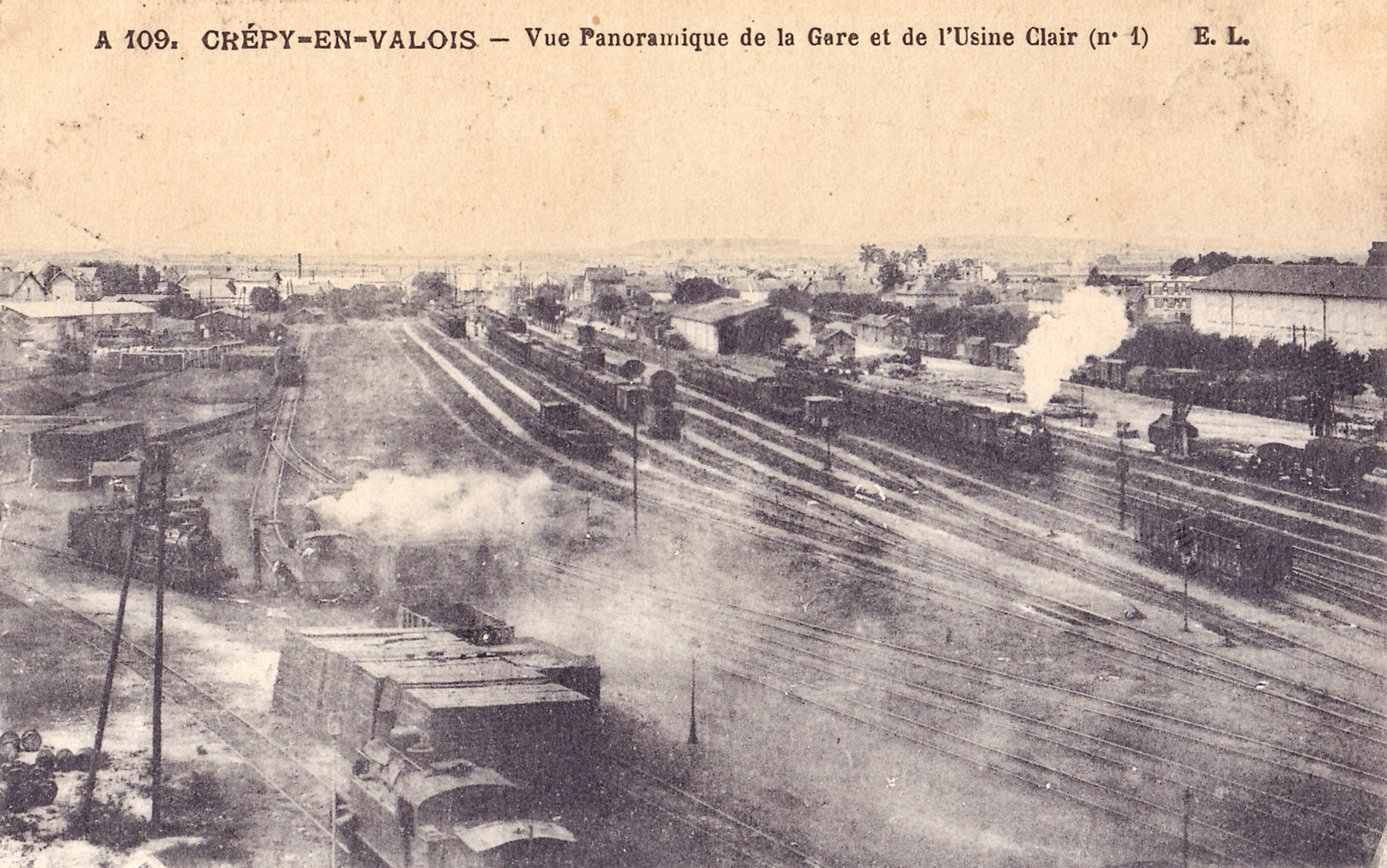
Vue générale de la gare vers la même époque, avec l'usine Clair.

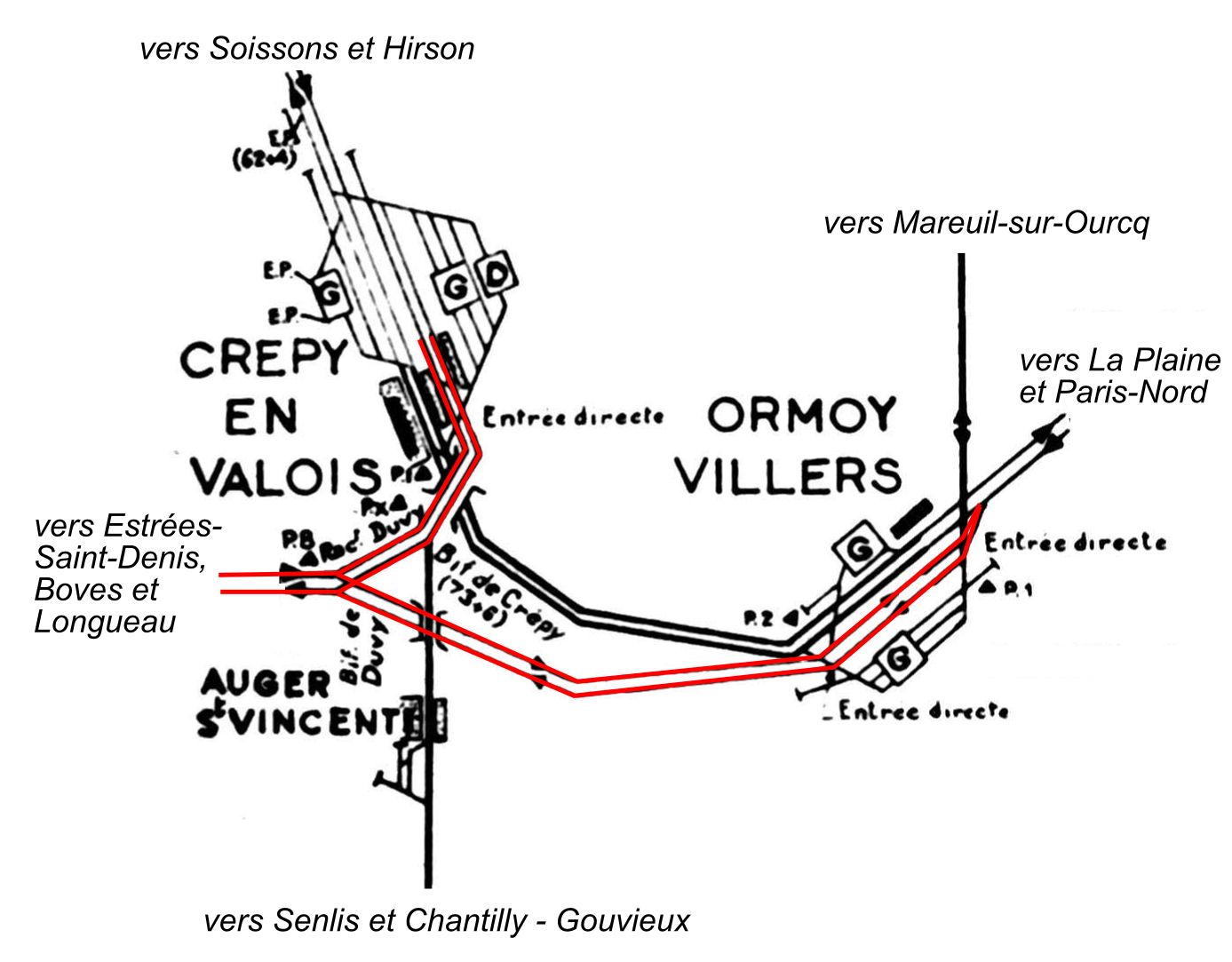
Schéma des installations ferroviaires de la zone de Crépy-en-Valois et d'Ormoy-Villers, en 1960.

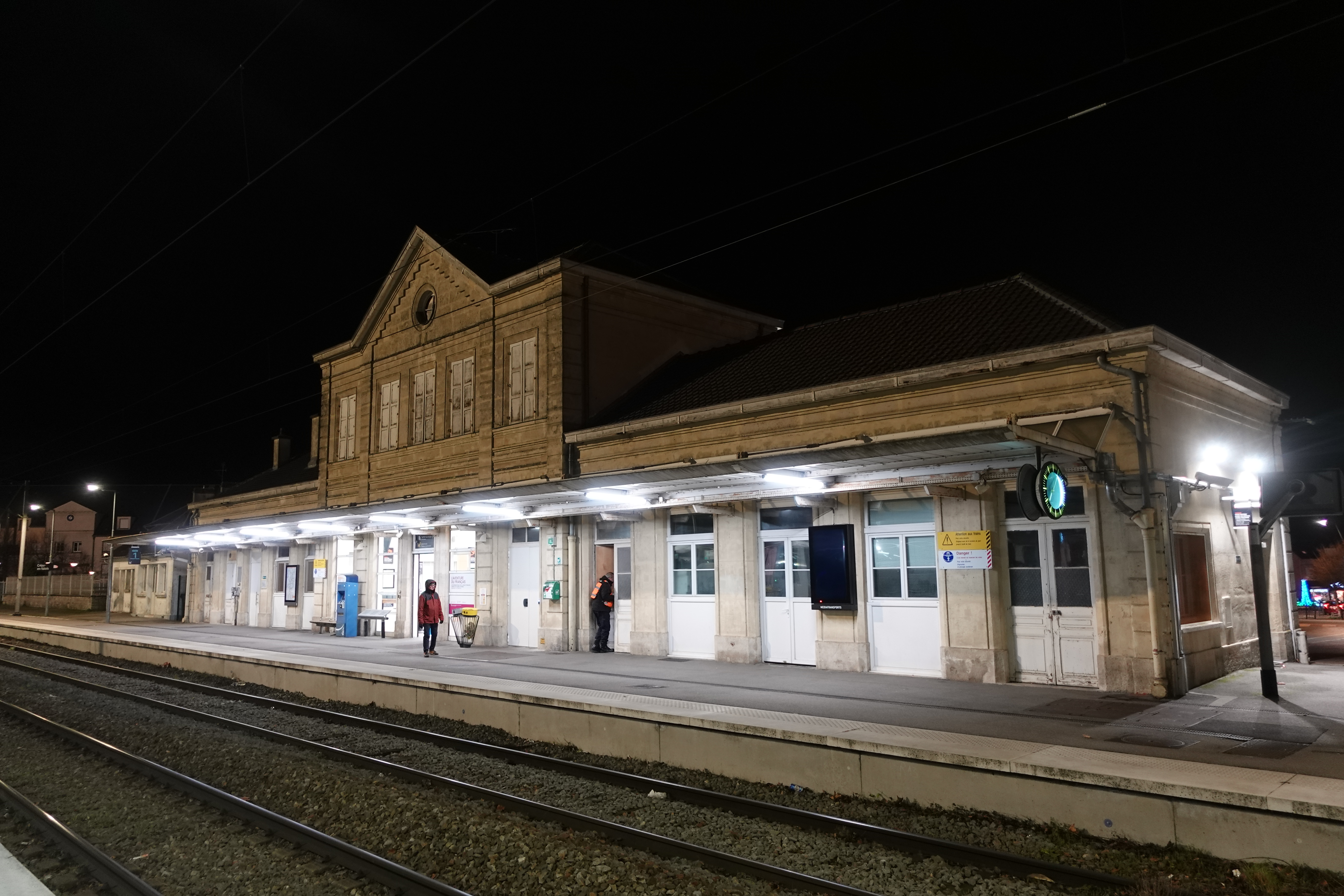
Vue de la gare depuis le quai des voies 2 et 3 en 2024.

La convention du 21 juin 1857 entre le ministre des Travaux publics et la Compagnie des chemins de fer du Nord, approuvée par le décret impérial du 26 juin 1857 concède à la Compagnie du Nord une ligne « de Paris à Soissons ». La section de Sevran à Villers-Cotterêts, comprenant la « gare de Crespy-en-Valois » entre en fonction le 31 août 1861. À cette époque, le tracé de la section de Crépy à Senlis, formellement concédé le 14 juin 1861, est encore sujet à discussion. La Compagnie du Nord prend donc la décision d'ériger en gare de Crépy-en-Valois un bâtiment provisoire, sans étage supérieur.
La gare de Crépy-en-Valois devient un nœud ferroviaire avec l'ouverture complète au service public de la ligne de Chantilly - Gouvieux à Crépy-en-Valois par Senlis, en 1er juillet 1871. Le 31 juillet 1882, s'y ajoute le raccordement de Duvy, greffé sur la ligne de Senlis et connectant Crépy à la ligne d'Ormoy-Villers à Boves. Les trains de voyageurs relient Crépy à Compiègne, avec correspondance pour Estrées-Saint-Denis en gare de Verberie. Quant aux trains de marchandises de cette ligne, ils ne passent pas par Crépy pour la plupart. Finalement, en septembre 1894, avec l'ouverture de la ligne d'Ormoy-Villers à Mareuil-sur-Ourcq, les trains de voyageurs de cette dernière ont également comme origine et terminus la gare de Crépy, alors que la desserte marchandises s'opère directement par Ormoy-Villers.
La gare subit des destructions pendant la Première Guerre mondiale mais le bâtiment voyageurs est peu touché,,,,.
Le service voyageurs sur les trois relations secondaires est supprimé le 15 mai 1939, dans le cadre de la « coordination » avec les autocaristes privés ayant fait concurrence aux transports ferroviaires. Pendant la Seconde Guerre mondiale, des trains marchandises-voyageurs sont toutefois mis en place quotidiennement vers Estrées et Mareuil.
Le 15 novembre 1946, le service voyageurs de la ligne de Senlis est repris à titre expérimental avec deux autocars sur rails Floirat (X 8001 et X 8002), mais, en dépit d'un certain succès, les trains sont de nouveau supprimés à compter de l'horaire d'été 1949. Reste alors le trafic de marchandises vers Senlis, qui se maintient jusqu'en janvier 1990, mais l'électrification de la ligne d'Ormoy-Villers à Boves et de celle de La Plaine à Crépy-en-Valois, en septembre 1963, entraîne le détournement de la ligne sur Ormoy-Villers. En effet, étant donné qu'elle passait en dessus des voies de la ligne de Verberie et que le pont était trop bas pour faire passer la caténaire, la construction d'un raccordement vers Ormoy-Villers a paru plus économique. Deux ans plus tard, le raccordement de Duvy, déjà pratiquement inutilisé depuis la fin du service voyageurs et mis à voie unique en 1959, est neutralisé. Depuis, Crépy-en-Valois est redevenue une simple gare de passage.
En complément à l'électrification de La Plaine à la bifurcation de Rivecourt (sur la ligne de Creil à Jeumont), la courte section d'Ormoy-Villers à Crépy-en-Valois est donc également électrifiée pour les trains de banlieue. Les locomotives à vapeur cèdent la place aux BB 16500 du dépôt de La Chapelle, mais elles remorquent des rames formées de voitures de banlieue Nord des années 1930. Plus tard, ces compositions seront remplacées par des rames inox de banlieue (RIB) et des automotrices Z 6100.
Jusqu'en 1991, la liaison de Paris-Nord à Crépy est entièrement située au sein du périmètre de tarification de banlieue ; la Carte Orange s'y applique. Puis, ce périmètre est adapté aux limites administratives de la région Île-de-France, et toutes les sections de ligne situées dans l'Oise en sont exclues. Celle qui est devenue la ligne K du Transilien reste toutefois gérée en totalité par le Syndicat des transports d'Île-de-France (devenu Île-de-France Mobilités en 2017), pour le compte de la région voisine Hauts-de-France en ce qui concerne la section de Dammartin - Juilly - Saint-Mard à Crépy.

## Fréquentation
De 2015 à 2023, selon les estimations de la SNCF, la fréquentation annuelle de la gare s'élève aux nombres indiqués dans le tableau ci-dessous.
| Année                      | 2015      | 2016      | 2017      | 2018      | 2019      | 2020      | 2021      | 2022      | 2023      |
| -------------------------- | --------- | --------- | --------- | --------- | --------- | --------- | --------- | --------- | --------- |
| Voyageurs                  | 1 570 943 | 1 784 694 | 2 123 053 | 1 683 624 | 1 760 549 | 1 064 830 | 1 412 354 | 1 613 556 | 1 641 932 |
| Voyageurs et non voyageurs | 1 963 679 | 2 230 868 | 2 653 817 | 2 104 530 | 2 200 687 | 1 331 038 | 1 765 442 | 2 016 945 | 2 052 415 |

## Service des voyageurs

### Accueil
La gare dispose d'un bâtiment voyageurs, avec guichets, ouvert tous les jours.
Un souterrain permet le passage d'un quai à l'autre.

### Desserte
Crépy-en-Valois est desservie par des trains TER Hauts-de-France, notamment la ligne K15, qui effectue des missions semi-directes régulières entre les gares de Paris-Nord et de Laon ainsi que la ligne P15, qui effectuent des missions omnibus entre Crépy-en-Valois et Laon. C'est également une gare terminus de la ligne K du réseau Transilien Paris-Nord.

### Intermodalité
Des abris vélos avec arceaux sont disponibles et un parking est aménagé à ses abords.
La gare routière en face de la gare est notamment desservie par les deux lignes du réseau urbain Mobi de la ville de Crépy-en-Valois ainsi que par les lignes 656, 657, 658, 691, 692, 693, 6421 et 6445 du réseau interurbain de l'Oise.

## Service des marchandises
Cette gare est ouverte au service du fret. Elle dispose de plusieurs embranchements, l'un desservant la Zone Industrielle de Crépy et en particulier les entreprises Carrefour Supply Chain, FM Logistics et anciennement Distritube, l'autre desservant l'usine RUHL Hardy SA. Ces embranchements sont restés inactifs du milieu des années 2000 jusqu'en 2021, date à laquelle RUHL Hardy SA est de nouveau desservie occasionnellement depuis Le Bourget.

## Patrimoine ferroviaire

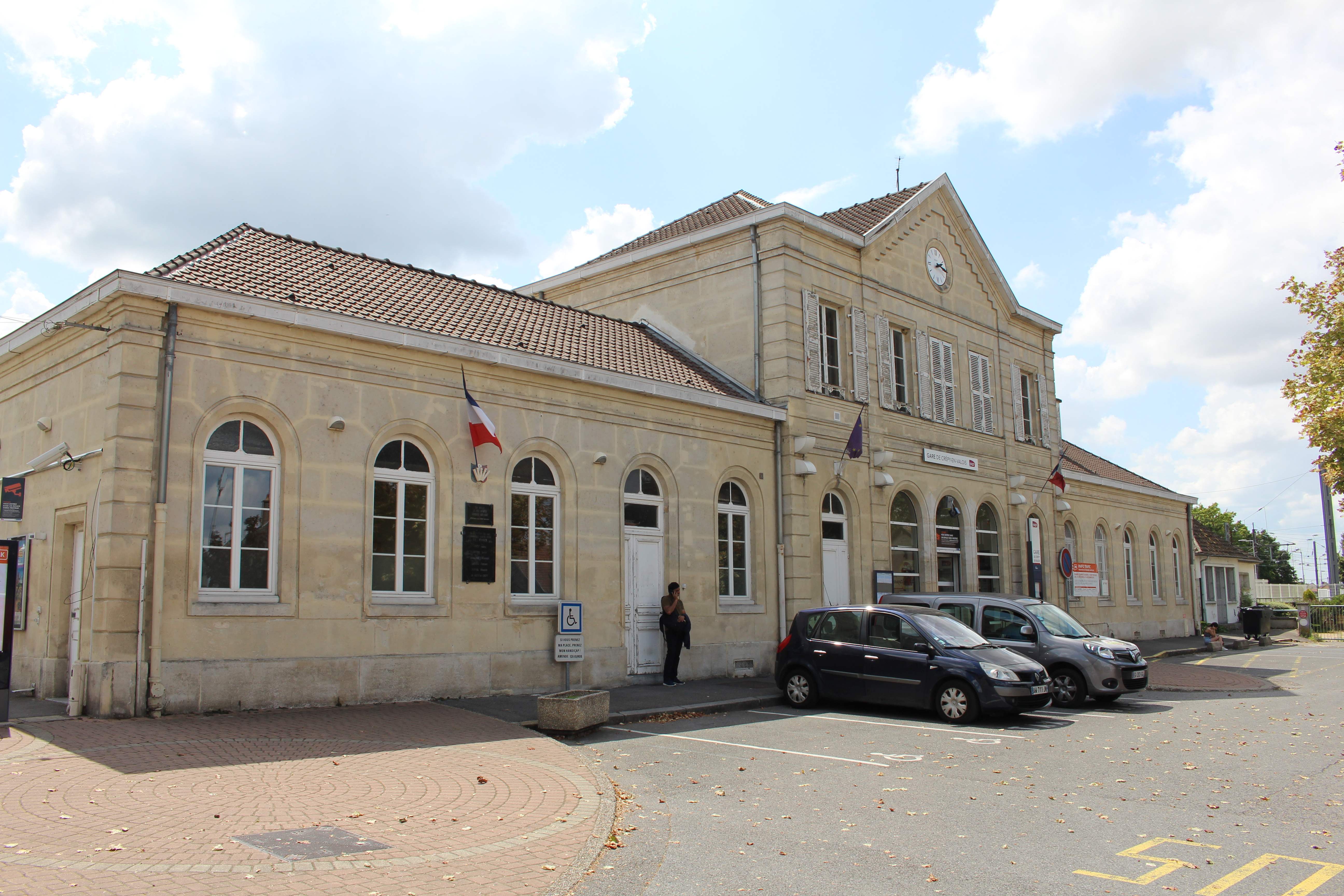
Le bâtiment voyageurs vu depuis la place de la gare.

Le bâtiment voyageurs (BV) de la gare de Crépy-en-Valois a été réalisé selon des plans signés en 1863, en remplacement d'un bâtiment provisoire en bois, un matériau qui était la conséquence des hésitations au sujet de l'emplacement de la gare en 1860. Cette construction différée du bâtiment définitif donne lieu à un édifice différant des autres gares importantes de la ligne (Dammartin - Juilly - Saint-Mard, Villers-Cotterêts, etc.) dont le plan se caractérise par une salle des pas perdus au milieu d'une aile basse, encadrée par deux pavillons. Le plan type de la gare de Crépy est celui des gares de bifurcation réalisées à partir des années 1860, avec un corps de logis de cinq travées surmontées par un grand pignon transversal, flanqué de deux ailes basses aux caractéristiques comparables à celles du plan type standard pour les gares secondaires de la Compagnie du Nord. Les plans d'origine (1863) en tous points conforme au plan standardisé de la Compagnie du Nord ont été altérés de sorte que le bâtiment de la gare de Crépy-en-Valois a été doté d'une façade en pierres de taille tandis que toutes les ouvertures au rez-de-chaussée sont à arc en plein cintre, un choix esthétique qui se retrouvait déjà sur la gare provisoire de 1861.